# أنتوني باتلر
أنتوني باتلر (بالإنجليزية: Anthony Butler)‏ هو دبلوماسي وسياسي أمريكي، ولد في 1787 في مقاطعة كلارندون في الولايات المتحدة، وتوفي في 1849 في نهر المسيسيبي في الولايات المتحدة. حزبياً، نشط في الحزب الديمقراطي. وقد انتخب عضو مجلس نواب كارولاينا الجنوبية.